# Ruben (Werben)
Ruben, niedersorbisch Rubyn, ist ein bewohnter Gemeindeteil der Gemeinde Werben im Landkreis Spree-Neiße in Brandenburg. Bis zur Eingemeindung am 10. Januar 1973 war Ruben eine eigenständige Gemeinde. Der Ort gehört dem Amt Burg (Spreewald) an.

## Lage
Ruben liegt in der Niederlausitz, rund neun Kilometer Luftlinie nordwestlich von Cottbus und zehn Kilometer Luftlinie ostnordöstlich von Vetschau. Er liegt zudem an der äußersten östlichen Grenze des Biosphärenreservats Spreewald. Benachbart gelegene Ortschaften sind Guhrow im Norden, Briesen im Nordosten, Gulben im Südosten, Rabenau und Papitz im Süden, Kleines Ende im Südwesten, Brahmow im Westen und Werben im Nordwesten.
Ruben liegt an der Landesstraße 512, die die Gemeinden Guhrow und Kolkwitz miteinander verbindet. Der Gulbener Landgraben fließt durch den Ort. Ruben gehört zum amtlichen Siedlungsgebiet der Sorben/Wenden.

## Geschichte

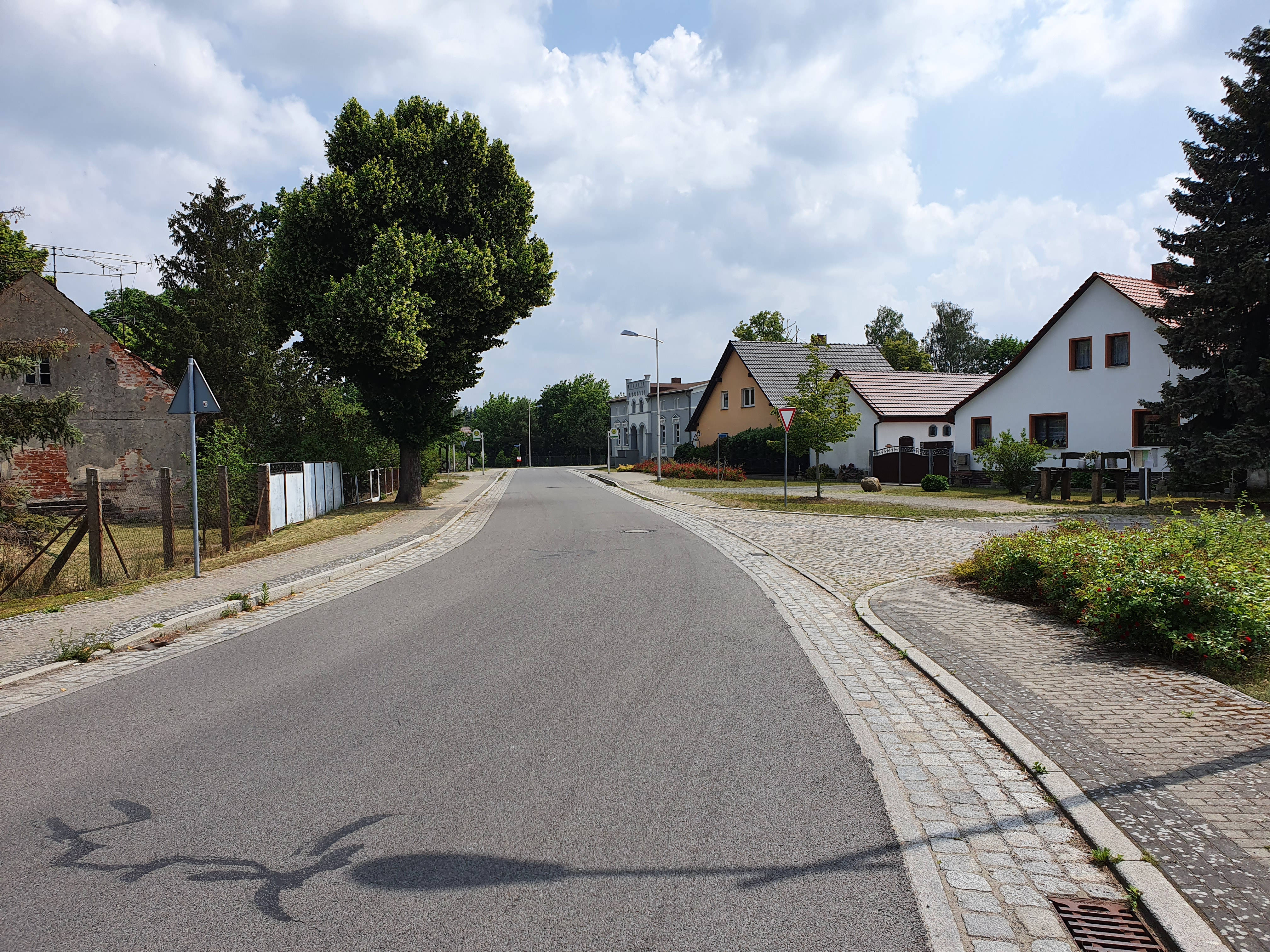
Durchgangsstraße in Ruben

Das heutige Ortsgebiet von Ruben wurde bereits im 8. und 9. Jahrhundert von dem wendischen Stamm der Lusitzi besiedelt. Früher lag an der Stelle ein Wald, der zugunsten des Dorfes gerodet wurde. Daher stammt auch der Ortsname, der von dem niedersorbischen Wort rubaś = „hacken“ bzw. rodowaś = „roden, urbar machen“ abgeleitet ist. Erstmals urkundlich erwähnt wurde Ruben am 16. August 1317 in einer Urkunde des Klosters Neuzelle als Rubyn. Damals war Ruben noch ein eigenständiges Rittergut, das später aufgelöst und dem Rittergut Werben unterstellt wurde. Spätestens ab dem 15. Jahrhundert gehörte Ruben zur markbrandenburgischen Herrschaft Cottbus. 1449 wurde ein Hanns Lauwald von dem brandenburgischen Markgrafen Friedrich II. mit dem Gut Brahmow sowie einem Gehöft in Rubbin belehnt, der Rest des Lehens ging an Niklaws Wydow. Die Besitzverhältnisse wechselten daraufhin regelmäßig.
Der Ort war bis 1742 ein Lehen der böhmischen Kronländer und kam erst mit dem Vorfrieden von Breslau und dem Frieden von Berlin zum Königreich Preußen. Bis dahin lag Ruben somit in einer Exklave Preußens innerhalb des Kurfürstentums Sachsen. Das Schmettausche Kartenwerk von 1767/87 verzeichnet eine Ziegelei südlich von Ruben. Im Jahr 1806 musste Preußen das Gebiet der Herrschaft Cottbus an das neu gebildete Königreich Sachsen abtreten. Friedrich Wilhelm August Bratring bezeichnet Ruben im Jahr 1809 als Dorf mit 33 Wohnhäusern und 179 Einwohner. Von den Haushalten waren zwölf Bauern und neun Kossäten. Nach dem Wiener Kongress im Jahr 1815 kam Ruben durch die beschlossene Teilung des Königreiches Sachsen wieder zu Preußen. 
Im folgenden Jahr wurde in Preußen eine umfassende Gebietsreform durchgeführt, bei der der bisherige Cottbusische Kreis in den Kreis Cottbus umgewandelt wurde. Seitdem gehörte Ruben zum Regierungsbezirk Frankfurt in der Provinz Brandenburg. 1826 wurde eine Schule gebaut. Um das Jahr 1844 hatte Ruben laut der Topografisch-statistischen Übersicht des Regierungsbezirks Frankfurt a.d.O. 41 Wohngebäude und 207 Einwohner, war nach Werben eingepfarrt und verwaltungstechnisch dem Dorf Papitz unterstellt. 1867 hatte die Landgemeinde Ruben 43 Wohnhäuser und 241 Einwohner. Zum Ort gehörten zudem eine Windmühle und acht ausgebaute Gehöfte. Gegen Ende des 19. Jahrhunderts war Ruben noch eine stark sorbisch geprägte Gemeinde. Für seine Statistik über die sorbische Bevölkerung in der Lausitz ermittelte Arnošt Muka in den achtziger Jahren des 19. Jahrhunderts eine Bevölkerungszahl von 240 Einwohnern in Ruben, von denen alle Sorben waren.

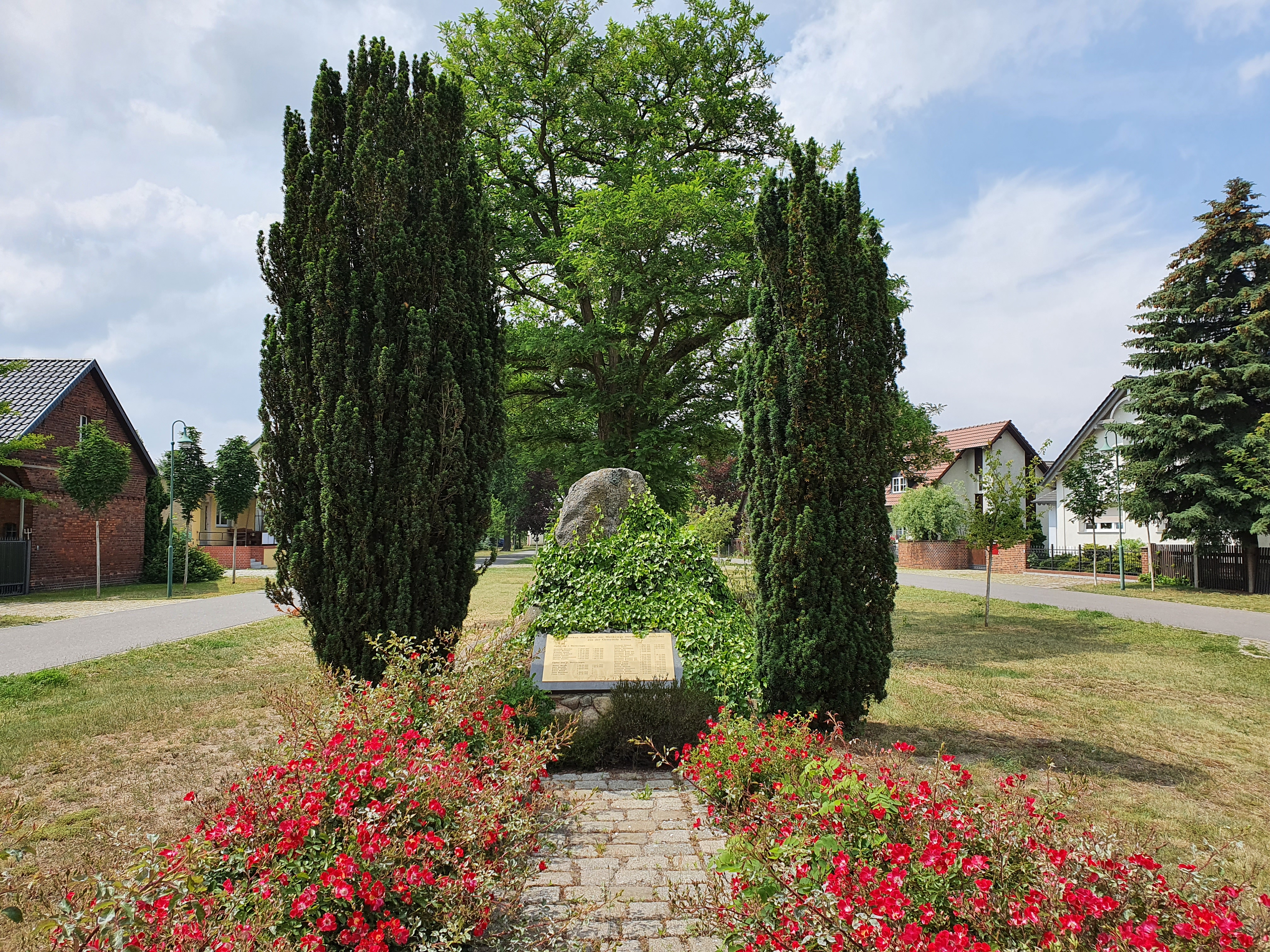
Gefallenendenkmal auf dem Dorfanger

Bei der Volkszählung 1890 hatte der Ort 252 Einwohner, bei der Volkszählung zum 1. Dezember 1910 waren für die Gemeinde 238 Einwohner verzeichnet. Anfang des 20. Jahrhunderts sind für Ruben drei Ausbausiedlungen verzeichnet. 1926, genau hundert Jahre nach ihrem Bau, wurde die Dorfschule von Ruben abgerissen und durch einen Neubau ersetzt. Das Gebäude wird heute von der Domowina-Ortsgruppe Ruben genutzt. Im Mai 1934 wurde die Freiwillige Feuerwehr gegründet. Diese ist heute eine Ortsgruppe der Amtsfeuerwehr Burg (Spreewald). Nach dem Ende des Zweiten Weltkrieges stieg die Einwohnerzahl von Ruben durch Flüchtlinge aus den ehemals deutschen Ostgebieten auf 294 an. Am 1. Juli 1950 wechselte die Gemeinde Ruben aus dem Landkreis Cottbus in den Landkreis Lübben. Zwei Jahre später, am 25. Juli 1952, kam es in der DDR zu einer umfassenden Verwaltungsreform, bei der Ruben zum Kreis Cottbus-Land im Bezirk Cottbus kam. Im Jahr 1956 zählte Ernst Tschernik in Ruben einen sorbischsprachigen Bevölkerungsanteil von immer noch 73,4 %. Am 10. Januar 1973 wurde Ruben nach Werben eingemeindet.
Nach der Deutschen Wiedervereinigung lag Ruben zunächst im Landkreis Cottbus. Am 16. Juli 1992 schloss sich die verwaltende Gemeinde Werben mit mehreren Nachbargemeinden zum Amt Burg (Spreewald) zusammen. Seit der Kreisreform in Brandenburg im Dezember 1993 gehört Ruben zum Landkreis Spree-Neiße. Mit der Kommunalreform 2003 wurde Ruben zu einem bewohnten Gemeindeteil von Werben erhoben.

## Bevölkerungsentwicklung
| Jahr | Einwohner |
| ---- | --------- |
| 1875 | 241       |
| 1890 | 252       |
| 1910 | 238       |

| Jahr | Einwohner |
| ---- | --------- |
| 1925 | 233       |
| 1933 | 230       |
| 1939 | 247       |

| Jahr | Einwohner |
| ---- | --------- |
| 1946 | 294       |
| 1950 | 262       |
| 1964 | 224       |

| Jahr | Einwohner |
| ---- | --------- |
| 1971 | 212       |

Gebietsstand des jeweiligen Jahres

## Nachweise
1. ↑  Gemeindeteile Brahmow und Ruben. In: Bürgerinformationen. Amt Burg (Spreewald), S. 19, abgerufen am 4. November 2022.
2. ↑  Arnošt Muka: Serbski zemjepisny słowničk. Budyšin 1927, S. 82 (Digitalisat).
3. 1 2  Ralf Radochla: Geschichte von Ruben. Gemeinde Werben, abgerufen am 6. Juni 2020.
4. ↑  Wohngebiet „Einheimisches Modell“ im Spreewalddorf Werben. Entwicklungsgesellschaft Burg (Spreewald), S. 3, abgerufen am 6. Juni 2020.
5. ↑  Friedrich Wilhelm August Bratring: Statistisch-topographische Beschreibung der gesammten Mark Brandenburg. Dritter und letzter Band: Die Neumark Brandenburg enthaltend. VIII, 390 S., Maurer, Berlin 1809, Online bei Google Books, S. 353.
6. ↑  Topographisch-statistische Uebersicht des Regierungs-Bezirks Frankfurt a. d. O. Gustav Harnecker's Buchhandlung, Frankfurt a. O. 1844 Online bei Google Books, S. 44.
7. ↑  Topographisch-statistisches Handbuch des Regierungs-Bezirks Frankfurt a. O. Verlag von Gustav Harnecker u. Co., 1867 Online bei Google Books, S. 46.
8. ↑  Ernst Tschernik: Die Entwicklung der sorbischen Bevölkerung. Akademie-Verlag, Berlin 1954.
9. ↑  Gemeindeverzeichnis Deutschland 1900. In: gemeindeverzeichnis.de, abgerufen am 6. Juni 2020.
10. ↑  Ludwig Elle: Sprachenpolitik in der Lausitz. Domowina-Verlag, Bautzen 1995.
11. ↑  Ruben, Rubyn. Geschichtliches Ortsverzeichnis, abgerufen am 6. Juni 2020.
12. ↑  Historisches Gemeindeverzeichnis des Landes Brandenburg 1875 bis 2005. (PDF; 331 KB) Landkreis Spree-Neiße. Landesbetrieb für Datenverarbeitung und Statistik Land Brandenburg, Dezember 2006, abgerufen am 6. Juni 2020.